# Association des écrivains et artistes révolutionnaires
L'Association des écrivains et artistes révolutionnaires (AEAR), créée en France en mars 1932, est une section de l'Union internationale des écrivains révolutionnaires (UIER), fondée à Moscou en novembre 1927. À sa tête furent placés Paul Vaillant-Couturier, Léon Moussinac, Charles Vildrac et Francis Jourdain.

## Historique
Originellement Association des écrivains révolutionnaires (AER), elle a pour objectif de mettre en application et de promouvoir les principes littéraires déterminés au congrès de Kharkov de 1930. Alors que l'Union soviétique se dote d'une doctrine esthétique officielle, le réalisme socialiste, à la suite de la création de l'Union des écrivains soviétiques, l'AER s'étend au-delà de la littérature et devient l'Association des écrivains et artistes révolutionnaires (AEAR) en 1932. 
L'AEAR est placée sous la direction de Paul Vaillant-Couturier. Celui-ci en définit les principes qui régissent son positionnement politique et idéologique dans la préface d'une brochure éditée par l'association à l'automne 1933, intitulée Ceux qui ont choisi. Contre le fascisme en Allemagne. Contre l'impérialisme français. Assouplissant par la même occasion sa ligne directrice initiale et élargissant son audience. Ces principes sont résumés ainsi :  
. Il n’y a pas d’art ni de littérature neutres. 
. Il faut organiser la littérature et l’art révolutionnaires qui existent en France pour mener la lutte contre la littérature et l’art conformistes et les tendances fascistes qui s’y font jour. 
. Il faut développer et organiser la littérature et l’art prolétariens qui sont en train de naître en France. 
. Il faut que l’interpénétration de l’art et de la littérature révolutionnaires et prolétariens traduisent  le rapprochement des intellectuels et des ouvriers. 
. L’art et la littérature révolutionnaires et prolétariens ne peuvent avoir pour but l'exposé permanent et schématique d’une thèse. 
. Les conditions économiques et politiques sont en France favorables au développement d’une action prolétarienne et révolutionnaire dans le domaine de l’art et de la littérature.  
Sous l'autorité tacite du Parti communiste français, l'association — de même que son organe Commune — avait pour mission de réunir, en un même groupe, les différents courants culturels qui, en France, questionnaient les rapports de l'engagement révolutionnaire avec la culture, ainsi que quelques compagnons de route. 
L'AEAR organise un « salon des peintres révolutionnaires » Porte de Versailles, à Paris, en janvier 1934. À cette occasion est édité un catalogue préfacé par le peintre Mathieu Rosianu, et qui renferme la liste des œuvres exposées de Carlu, Estève, Léger, Lhote, Lipchitz, Lurçat, Masereel, Pignon, Signac, Henry Valensi, etc., et quatre reproductions hors texte.
L'association comporte une section photographique, mise en place dès sa création par Aragon et dirigée par Eli Lotar. Elle réunit alors Henri Cartier-Bresson, Henri Tracol, Brassaï, Dora Maar, André Papillon, Jacques-André Boiffard, Pierre Jamet, Claude Cahun, André Kertész, Pierre Ichac, Jean Painlevé, et René Zuber.
Elle organise à Paris en juin 1935 une exposition collective intitulée « Documents de la vie sociale ». Elle a existé jusqu'en 1939.
L'AEAR a été réactualisée un temps en 2006.

## Membres notables de l'association
- Louis Aragon
- Henri-Georges Adam
- Pierre Audard
- Henri Barbusse
- Jean Bernier
- André Breton
- Claude Cahun (Lucy Schwob)
- Robert Capa
- André Chamson
- André Chennevière
- René Crevel
- Eugène Dabit
- Robert Desnos
- Max Ernst
- Élie Faure
- Pierre Gassmann
- André Gide
- Jean Giono
- Marcel Jean
- Francis Jourdain
- Max Lingner
- André Lurçat
- Jean Lurçat
- André Malraux
- Frans Masereel
- Marcel Moore
- Léon Moussinac
- Paul Nizan
- Paul-Louis
- Benjamin Péret
- Charlotte Perriand
- Édouard Pignon
- Georges Politzer
- Georges Pomiès
- Vladimir Pozner
- Tristan Rémy
- Mathieu Rosianu
- Georges Sadoul
- Édith Thomas
- Tristan Tzara
- Marie-Claude Vaillant-Couturier
- Paul Vaillant-Couturier
- Charles Vildrac
- Pierre Villon
- René Zuber
- Émilie Litauer